# Басілея
Басілея (грец. Βασιλεία) — давньогрецька богиня царської влади. Дочка Зевса, хранителька його блискавок; володарка світу, уособлення царської влади.
Басілея — епітет Афродіти.